# Claridge Hotel
El Claridge Hotel es un clásico hotel cinco estrellas de la ciudad de Buenos Aires, Argentina. Fue proyectado por el prolífico arquitecto Arturo Dubourg y se inauguró en 1946, en la calle Tucumán a metros del cruce con Florida. Actualmente es propiedad de la cadena Eurostars Hotels.

## Historia
El Hotel Claridge fue encargado a Dubourg por los hermanos Felipe y Ottocar Rosarios. Fue construido por la empresa A. y F. Israel y Cía., se inauguró el 2 de agosto de 1946 y se transformó rápidamente en una de las opciones de categoría de Buenos Aires. En su tiempo, hotel se edificó enfrente al Jockey Club (actual edificio de la Galería Jardín), como manera de incentivar el flujo turístico en su época.
Entre sus huéspedes han estado diversas personalidades, como Alain Delon, César Milstein, Montserrat Caballé, Aga Khan, Umberto Eco, el Dalái lama, Alessandra Ferri, Camilo José Cela, Steffi Graf, Martina Navratilova, Arantxa Sánchez Vicario, Birgit Nilsson, Conchita Martínez, Mary Joe Fernández, Björn Borg, Jimmy Connors, John McEnroe y Yannick Noah.
En 1992, el arquitecto José María Peña, director del Buenos Aires Museo, otorgó al Claridge el título de "Testimonio vivo de la memoria ciudadana"; y denominó a Tucumán entre Florida y San Martín como la "Cuadra del Claridge".
En abril de 2001 se terminó, en un plazo de 65 días, la reforma interior de varios ambientes del hotel, a cargo del diseñador Andrés Rosarios. De hecho, la familia Rosarios continuó siendo propietaria y administradora del Claridge durante décadas, hasta que finalmente el grupo español Hotusa compró el 75% del hotel en 2006, integrándolo a la cadena Eurostars Hotels. El 30 de septiembre de 2009 se firmó aquí el acta fundacional de la Asociación Internacional de Profesionales de la Traducción y la Interpretación. En abril de 2017 se celebrará también aquí el cuarto congreso de la misma.

## Descripción

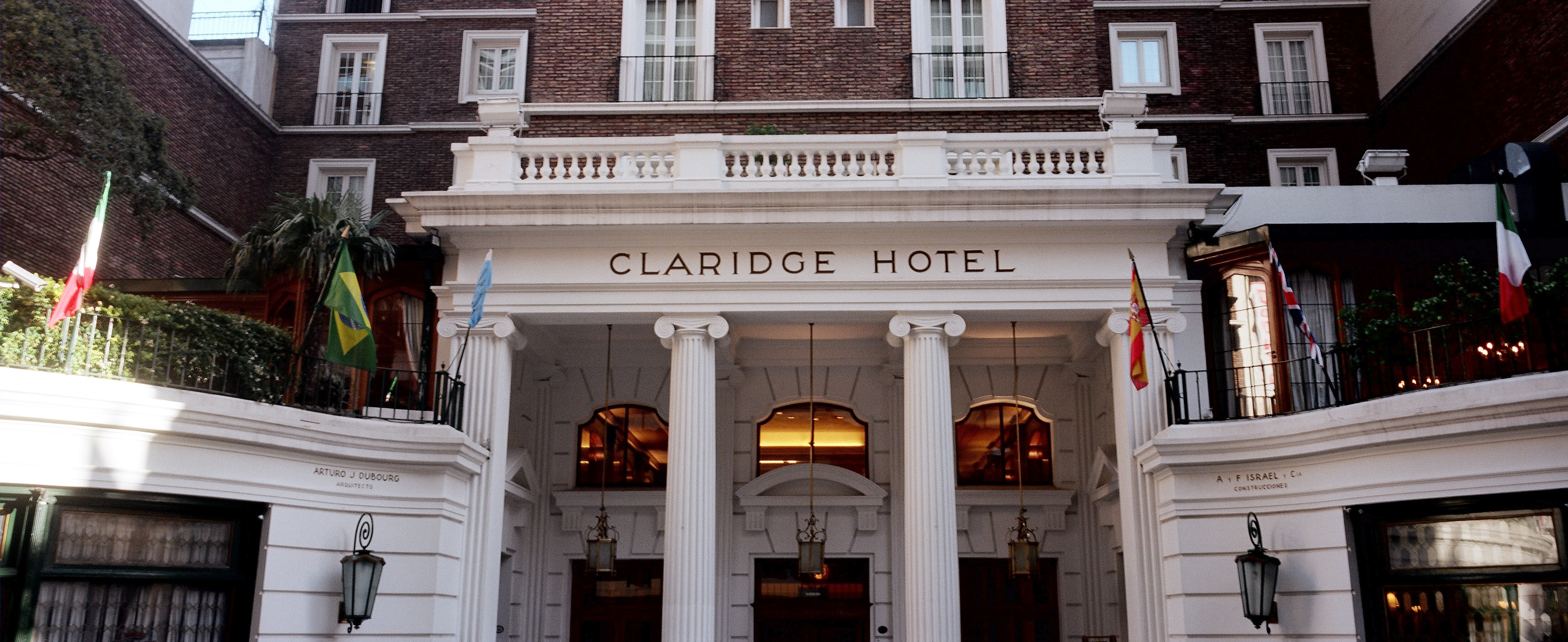
El foyer del Claridge

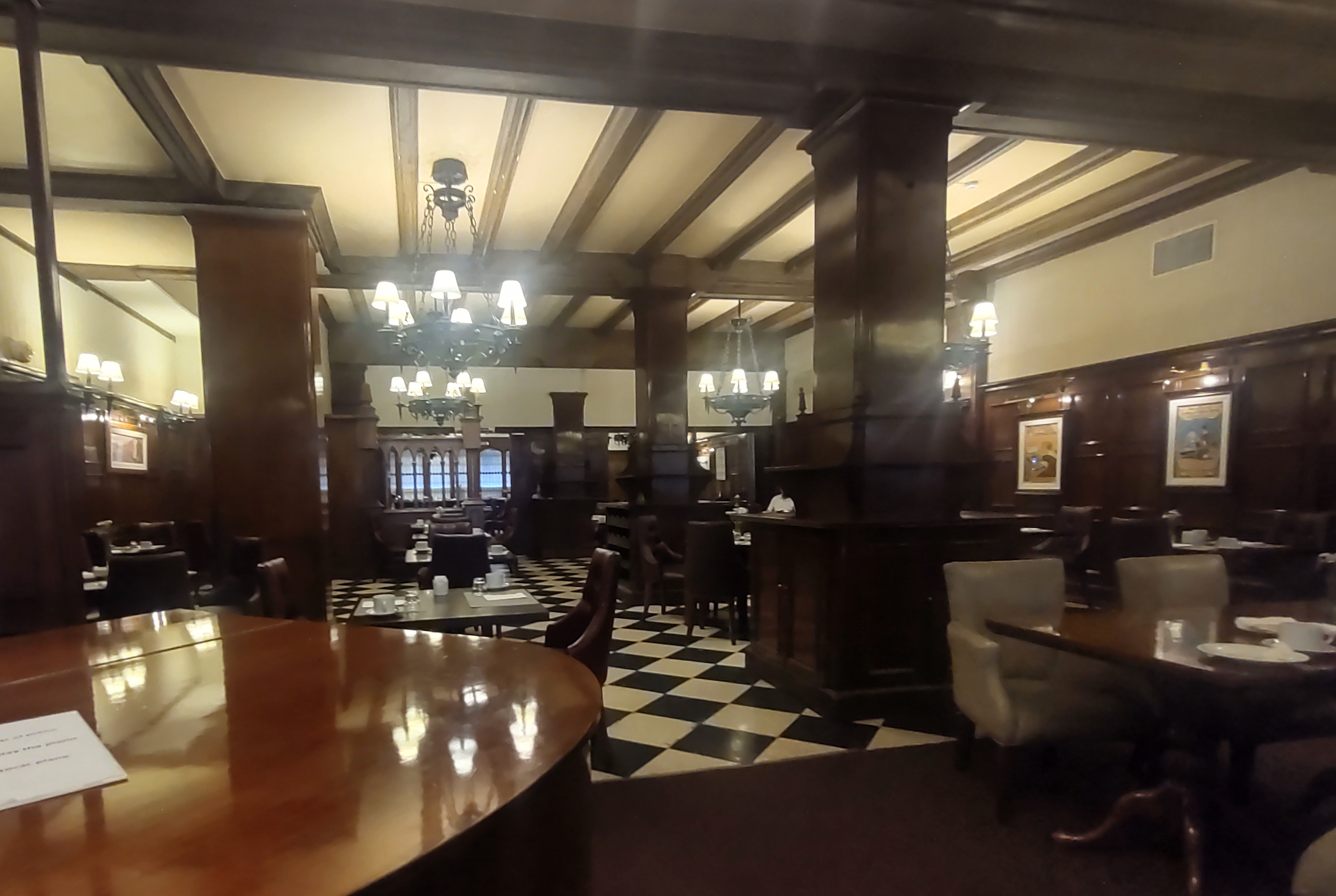
Salón comedor

La principal exigencia que impusieron los inversores al arquitecto Dubourg fue solucionar el problema de lograr que todas las habitaciones tuvieran ventanas al exterior que permitieran el ingreso de luz, tratándose de un edificio que debía construirse en un lote entre paredes medianeras y en una calle céntrica y angosta.
Dubourg encontró como opción la ubicación de un patio interno en la parte trasera del lote, y la fachada a la calle Tucumán retirada con respecto a la línea de frentes, excepto por un volumen saliente central, que se aprovechó para crear en la planta baja un acceso para vehículos con un porche. El acceso al vestíbulo y recepción se realiza por este cuerpo central sobresaliente, y en el lado derecho funciona el restaurante del Claridge, que también tiene un acceso particular directamente desde el porche. Del lado izquierdo, el espacio homólogo al del restaurante fue destinado a local comercial de alquiler.
Hacia la parte posterior del edificio se distribuyeron los ascensores y la escalera principal que comunican con los pisos superiores, en donde originalmente las 12 plantas destinadas a habitaciones fueron diseñadas de acuerdo a dos modelos de planta: una de 16 departamentos y un office por piso, y otra de 12 departamentos y un office. El piso 13 fue aprovechado como terraza para instalar un bar, además del tanque de agua para incendios.
En cuanto al estilo y la decoración, la fachada del Claridge Hotel corresponde al estilo propio muy desarrollado por Dubourg en las décadas de 1940 y 1950. En él el ladrillo es un elemento esencial en las fachadas, como se puso de moda en esos tiempos. De tal manera, el Claridge recuerda a otro hotel de Buenos Aires inaugurado un año antes y muy cercano, el Lancaster. Esta corriente de influencia inglesa puede ubicarse dentro de la arquitectura georgiana.
El gran vestíbulo impacta por el uso de diversos tipos de mármol en revestimientos: de Carrara, Botticino, Rosso Levanto y Fior di Pesca, traídos de Italia. El porche está sostenido por columnas blancas con capiteles de orden jónico.